# Nadlat
Nadlat, eller Psi Bootis (ψ Boo, ψ Bootis) som är stjärnans Bayerbeteckning, är en stjärna i södra delen av stjärnbilden Björnvaktaren.

## Nomenklatur
Denna stjärna med det traditionella namnet Nadlat kan, enligt Assemani, tillsammans med en annan stjärna i den högra armen, som kan ha varit ε Boo (Izar), ha utgjort arabernas Al Aulād al Nadhlāt, som han återgäldade Filii altercationis (stridens söner), med den ursprungliga beteckningen "låga eller medelstora, småttingar".
Al Aulād al Nadhlāt eller Aulad al Nathlat var titeln på denna stjärna i stjärnkatalogen i Technical Memorandum 33-507 - A Redused Star Catalog of 537 Named Stars.

## Egenskaper
Psi Bootis är en orange jättestjärna av spektraltyp K med en skenbar magnitud på 4,52. Den befinner sig på ett avstånd av ungefär 250 ljusår från solen.